# Electronic Entertainment Expo 2009
Electronic Entertainment Expo 2009, ook wel bekend als E3 2009, was de vijftiende Electronic Entertainment Expoevenement. 
Het evenement vond plaats in het Los Angeles Convention Center in Los Angeles, Californië. De E3 is een jaarlijkse handelsbeurs voor de computerspelindustrie gepresenteerd door de Entertainment Software Association (ESA). Het wordt gebruikt door computerspelontwikkelaars om hun toekomstige computerspellen en gerelateerde diensten bekend te maken. Het begon op 2 juni 2009 en eindigde op 4 juni 2009, met 41 duizend aanwezigen.
Belangrijke hardware-aankondigingen tijdens de show omvatten Microsofts Project Natal en Sony's PSP Go en PlayStation Move. Belangrijke software-aankondigingen bevatten Metal Gear Solid: Rising (geannuleerd), Halo: Reach, Final Fantasy XIV, New Super Mario Bros. Wii en Super Mario Galaxy 2.
1995 · 1996 · 1997 · 1998 · 1999 · 2000 · 2001 · 2002 · 2003 · 2004 · 2005 · 2006 · 2007 · 2008 · 2009 · 2010 · 2011 · 2012 · 2013 · 2014 · 2015 · 2016 · 2017 · 2018 · 2019 · 2020 · 2021